# فيكتور مينيزيس
فيكتور مينيزيس (بالإنجليزية: Victor Menezes) هو مصرفي هندي، ولد في 14 مايو 1947.